# Теория стейкхолдеров
Теория стейкхолдеров (теория заинтересованных сторон, англ. stakeholder concept, stakeholder theory) — одно из теоретических направлений в менеджменте, формирующее и объясняющее стратегию развития фирмы с точки зрения учёта интересов так называемых стейкхолдеров (заинтересованных сторон).
Теория стейкхолдеров утверждает, что при достижении целей деятельности организации следует принимать во внимание разнообразные интересы различных заинтересованных сторон (стейкхолдеров), которые будут представлять некий тип неформальной коалиции. Между стейкхолдерами также могут существовать различные отношения, которые не всегда носят характер сотрудничества, совпадения интересов, а могут быть и конкурентными. Однако всех стейкхолдеров можно рассматривать как единое противоречивое целое, равнодействующая интересов частей которого будет определять траекторию развития организации. Такое целое называется «коалицией влияния» или «коалицией участников бизнеса» организации.
Основы теории начали формироваться в 1960-х годах в применении к бизнесу.
Согласно этой теории компания — это не только экономическая целостность и инструмент для извлечения прибыли, но и элемент той среды, в которой она действует, а также система, которая влияет и сама испытывает влияние своего окружения: местных сообществ, потребителей, поставщиков, общественных организаций, а также персонала, инвесторов и акционеров.
В середине 1970-х годов группа исследователей во главе с Расселом Акоффом придала концепции стейкхолдеров второе дыхание. В качестве групп, заинтересованных в деятельности корпорации, он называл не только поставщиков, покупателей, наемных работников, инвесторов и кредиторов, правительство, но и будущие поколения. Поэтому, по мнению Акоффа, менеджеры не должны принимать решений, которые ограничат сферу выбора новых поколений в будущем. Считая организацию открытой системой, он был убежден, что многие социальные проблемы можно преодолеть, если переустроить основные институты и наладить эффективное взаимодействие «заинтересованных лиц» в системе.
В современном виде «концепция стейкхолдеров» получает распространение с середины 1980-х годов, когда выходит в свет работа Эдварда Фримена «Стратегический менеджмент: концепция заинтересованных сторон». В ней автор вводит понятие «заинтересованная сторона» (англ. stakeholder), даёт его определение и предлагает к рассмотрению оригинальную модель фирмы. Идея Фримена состоит в представлении фирмы, её внешнего и внутреннего окружения, как набора заинтересованных в её деятельности сторон, интересы и требования которых менеджеры фирмы должны принимать во внимание и удовлетворять.

Теория стейкхолдеров (заинтересованных сторон) заключает в себе универсальный подход к ведению бизнеса. Бизнес — это лишь часть объединенного моралью мира, в котором мы живем. Национальные и культурные особенности стран, безусловно, имеют значение, но мне ещё не встречалась компания, у которой бы не было покупателей, поставщиков и работников, и которая не имела бы отношений с местным сообществом. Думаю, что с позиции создания ценности компании всего мира очень похожи.
Одним из важных направлений приложения теории стейкхолдеров является теория стратегического управления. Стратегическое управление как сфера деятельности нацелено на формирование и поддержание устойчивых конкурентных преимуществ организации. Этого можно достичь активно взаимодействуя с многочисленными группами и индивидами, поскольку их поддержка необходима при реализации стратегии. Реализуя такую стратегию, организация получает устойчивые конкурентные преимущества, что обеспечивает ей долгосрочную конкурентоспособность и уровень прибыли выше среднего.
В соответствии с требованиями теории стейкхолдеров современные компании воспринимают стейкхолдеров не как элемент внешней среды, а почти как своих коллег. Проводятся совместные заседания с покупателями, поставщиков включают в группы совместного планирования, с конкурентами создаются временные союзы. Сегодня взаимодействие компаний с различными группами заинтересованных сторон теснее всего связано с подготовкой нефинансовой отчетности (социального отчета).
В последние годы представителей бизнеса и научного сообщества все больше волнует возможность взаимодействия со стейкхолдерами компании, получившая название «стейкхолдер-менеджмента» (stakeholder management). Подобная практика взаимодействия с заинтересованными сторонами все чаще начинает использоваться не только компаниями, но и государственными, муниципальными учреждениями, а также некоммерческими организациями.
Кроме того, некоммерческие организации и сами выступают в роли стейкхолдеров, становясь участниками процесса принятия решений бизнесом, властью, другими организациями.